# Xenocephalus armatus
Xenocephalus armatus är en fiskart som beskrevs av Kaup, 1858. Xenocephalus armatus ingår i släktet Xenocephalus och familjen Uranoscopidae. Inga underarter finns listade i Catalogue of Life.